# Mycale ochotensis
Mycale ochotensis är en svampdjursart som beskrevs av Koltun 1959. Mycale ochotensis ingår i släktet Mycale och familjen Mycalidae. Inga underarter finns listade i Catalogue of Life.